# Marie-Antoine Carême

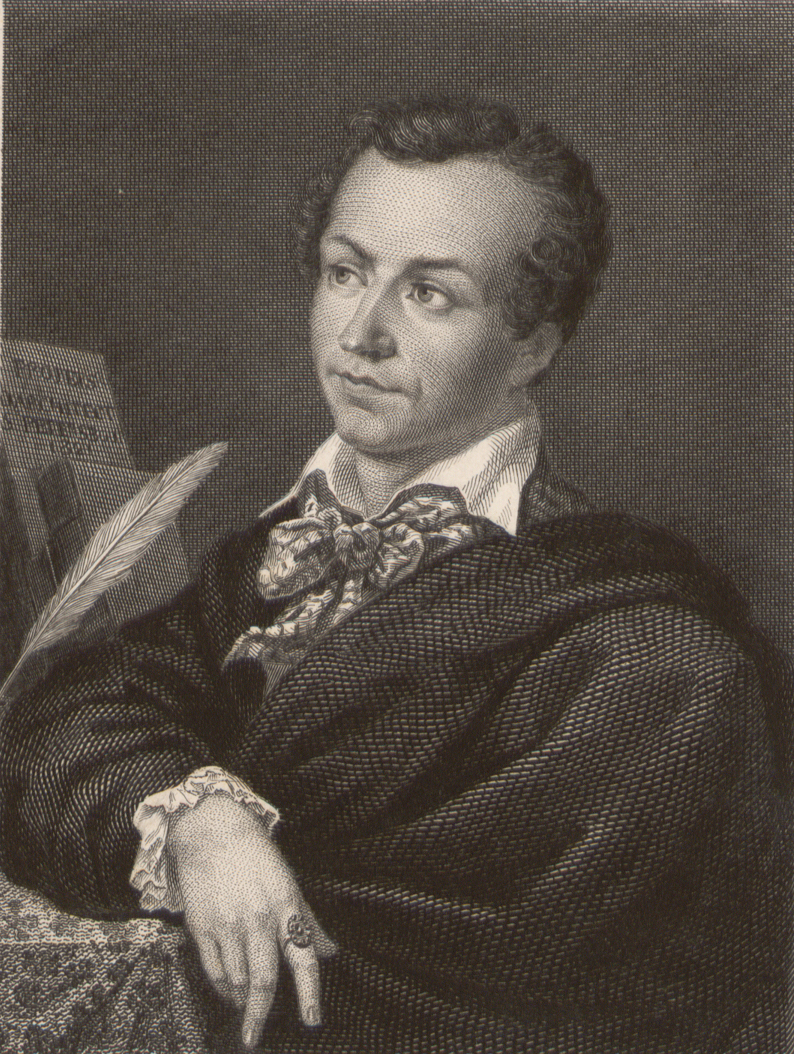
Marie-Antoine Carême

Marie-Antoine Carême, född 8 juni 1784 i Paris, död 12 januari 1833 i Paris, var en fransk kock.
Carême räknas som en av det franska kökets mest ryktbara företrädare. Han var kökschef hos bland andra Napoleon I, Charles Maurice de Talleyrand, prinsen-regenten Georg IV av Storbritannien, kejsare Alexander I av Ryssland och James Mayer de Rothschild. Hans namn har övergått till slagord för att beteckna höjdpunkten av kokkonst, av honom utvecklad till vetenskap.